# Суродеев, Николай Максимович
Николай Максимович Суродеев (1921 — 2004) — советский хозяйственный, государственный и политический деятель, Герой Социалистического Труда.

## Биография
Родился в 1921 году в селе Поводимово Ардатовского уезда Симбирской губернии. Член КПСС с 1944 года.
С 1940 года — на хозяйственной, общественной и политической работе. В 1940—1986 годах — учитель в Южно-Подольской неполной средней школы Черлакского района Омской области, учитель математики и географии Поводимовской семилетней школы, участник Великой Отечественной войны, повозочный штабной батареи 297-го артиллерийского полка 143-й стрелковой дивизии, учитель физического воспитания, арифметики и биологии Поводимовской семилетней школы, заведующий отдела пропаганды и агитации, пропагандист, заведующий орготделом Дубенского райкома КПСС, председатель колхоза имени Ленина Дубёнского района Мордовской АССР.
Указом Президиума Верховного Совета СССР от 8 апреля 1971 года присвоено звание Героя Социалистического Труда с вручением ордена Ленина и золотой медали «Серп и Молот».
Избирался депутатом Верховного Совета СССР 6-го созыва. Делегат XXII съезда КПСС.
Умер в селе Поводимово в 2004 году.